# Mandato imperativo
Il mandato imperativo o vincolo di mandato è un istituto giuridico collegato con la rappresentanza: in diritto civile, comporta l'obbligo del rappresentante di agire secondo le istruzioni ricevute dal mandante, in nome e per conto del quale opera; in diritto costituzionale si applica a coloro che entrano a far parte di un organo collegiale, imponendo loro di attenersi alle istruzioni ricevute da coloro che li hanno nominati.
In particolare la dottrina della rappresentanza elettiva contempla che l'eletto operi nell'interesse dell'elettore a sua discrezione, e che possa essere sfiduciato soltanto a fine mandato, mediante la non rielezione da parte del corpo elettorale, che censurerebbe così il comportamento dissociato rispetto al programma da lui enunciato nella precedente elezione; la dottrina dell'imperatività del mandato, invece, prevede che gli eletti siano immediatamente responsabili nei confronti degli elettori, dai quali possono essere revocati (revoca degli eletti) anche in corso di mandato se si distanziano, con il loro comportamento, dal predetto programma.
Il vincolo di mandato è tuttora proibito dalla costituzione italiana (Art.67).

## Definizione
Il suo opposto è il divieto di mandato imperativo, o principio del libero mandato, che fa sì che l'eletto riceva un mandato generale dai suoi elettori, in virtù del quale non ha alcun impegno giuridicamente vincolante nei loro confronti; questi non gli possono impartire istruzioni né lo possono revocare, possono solo non rieleggerlo al termine del mandato (sempre che si ricandidi). L'eletto, dunque, non ha alcuna responsabilità politica o giuridica nei confronti degli elettori, fin quando permane nel suo ufficio di rappresentanza.
Solo al termine del mandato, qualora il deputato si ripresenti alle elezioni, i comportamenti politici sono sottoposti allo scrutinio degli elettori. Si viene così a creare una forma particolare di rappresentanza (detta rappresentanza politica o fiduciaria) che si discosta dal modello privatistico. Va aggiunto che negli stati odierni il divieto di mandato imperativo viene esteso anche ai rapporti tra eletto e partito che lo ha fatto eleggere (anche se, in alcuni casi, il rapporto con il gruppo politico parlamentare di appartenenza, e la disciplina di partito, sono considerati da alcuni la causa di una compressione e affievolimento della libertà di mandato).
Il mandato imperativo è associato ad alcune esperienze politiche e costituzionali, come la Comune di Parigi, e ad alcuni sistemi governativi, come le repubbliche socialiste. In linea con le raccomandazioni elaborate dalla Commissione di Venezia del 2004, il Consiglio d'Europa lo ritiene un requisito inaccettabile per uno stato democratico. Il divieto di mandato imperativo, invece, salvo limitate eccezioni, è incorporato in quasi tutti i sistemi costituzionali di paesi a democrazia rappresentativa.

## Storia
Il mandato imperativo fa sì che tra eletto ed elettori si instauri un rapporto di rappresentanza analogo a quello privatistico: era ciò che accadeva nelle assemblee rappresentative dell'Ancien Régime, ad esempio gli Stati generali francesi.
Il divieto di mandato imperativo, invece, era ispirato alla dottrina della sovranità nazionale, propugnata da Emmanuel Joseph Sieyès, che attribuisce la sovranità alla nazione, costituita dai cittadini attuali (il popolo) ma anche da quelli passati e da quelli futuri; poiché un'entità del genere non può esercitare direttamente i poteri sovrani, gli stessi sono demandati a rappresentanti, i quali, proprio perché agiscono nell'interesse della nazione, non sono soggetti a mandato imperativo degli elettori, che della nazione sono solo una parte. A questa teoria si contrapponeva quella della sovranità popolare, elaborata da Jean-Jacques Rousseau, secondo cui ciascun cittadino detiene una parte della sovranità: ne segue che l'esercizio della stessa non può che avvenire con forme di democrazia diretta o, se non è possibile, tramite rappresentanti eletti a suffragio universale e soggetti a mandato imperativo.
Il principio del libero mandato (ovvero del divieto di mandato imperativo) è formulato da Edmund Burke nel suo famoso Discorso agli elettori di Bristol, tenuto dopo la sua vittoria elettorale in quella contea, in cui propugnò la difesa dei principi della democrazia rappresentativa contro l'idea distorta secondo cui gli eletti dovessero agire esclusivamente a difesa degli interessi dei propri elettori.

### Rivoluzione francese

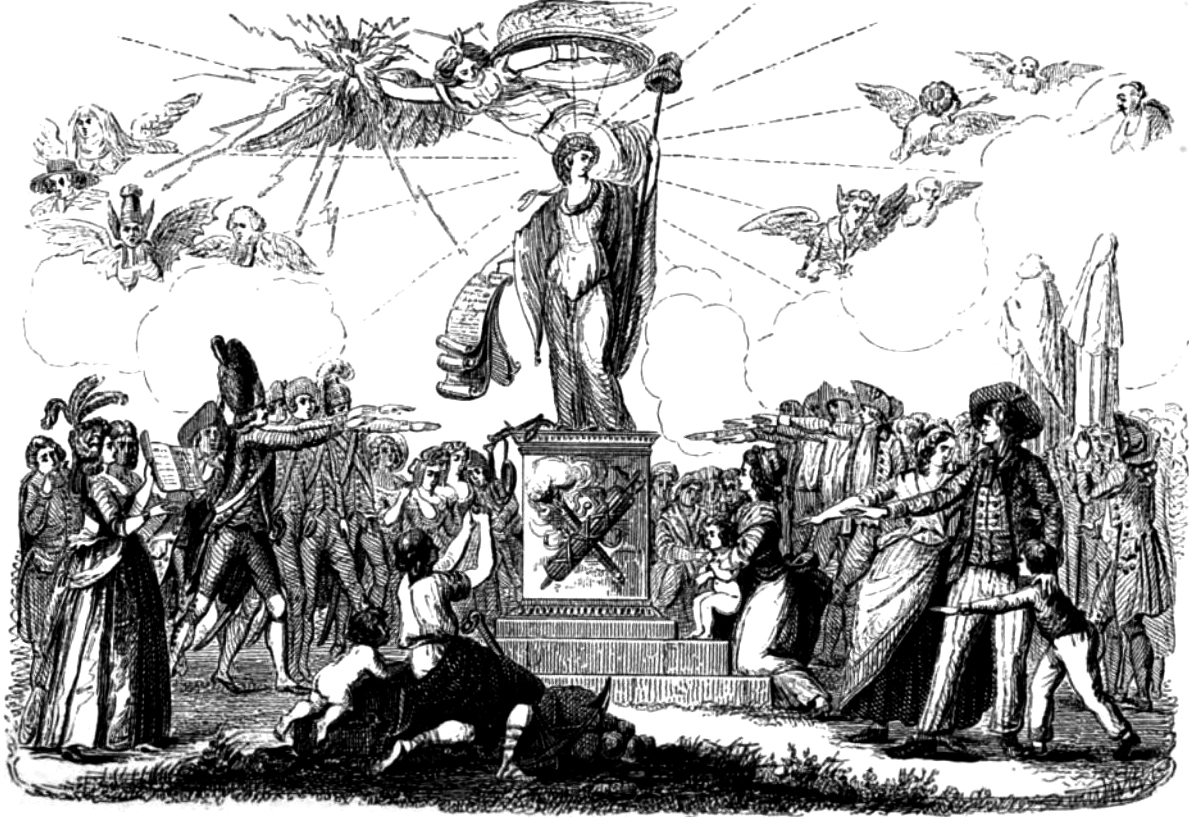
L'accettazione della Costituzione del 1791.

Il divieto di mandato imperativo fu una delle istanze costituzionali del movimento rivoluzionario francese del 1789.
La Costituzione francese del 1791, infatti, sancì in questi termini il divieto di mandato imperativo:
(Costituzione francese del 1791, art. 7, sez. III, capo I, titolo III.)
Esso rappresenta la conseguenza teorica dell'attribuzione al popolo (cioè ad una pluralità) della sovranità che era precedentemente attribuita ad un uomo solo, il monarca: considerando "ogni singolo eletto dal popolo, ogni parlamentare, semplicemente in quanto tale il rappresentante della nazione-popolo nel suo insieme, e quindi il depositario della sua intera volontà sovrana (...) egli deve necessariamente rappresentare, altrettanto simbolicamente, tutto il popolo, il corpo elettorale nella sua interezza. Sta in questo complesso insieme di questioni la ragione per cui nelle democrazie rappresentative europee continentali esiste il divieto del vincolo di mandato".
Il mandato imperativo era invece uno degli obiettivi dei giacobini, che redassero la Costituzione francese del 1793, ma non fu mai applicata.

### Comune di Parigi (1871)
Una sperimentazione del vincolo di mandato si ebbe, invece, nell'esperienza della Comune di Parigi, nel 1871, quando il Comitato centrale della guardia nazionale, nel suo appello agli elettori del 22 marzo, così espresse la concezione in tema di mandato democratico:
Nell'esperienza politica della Comune parigina, il corpo elettivo concentrava in sé il potere legislativo e quello esecutivo, due poteri separati nella tradizione liberale dello stato di diritto, ed era sottoposto a un rigido controllo da parte del popolo, a cui spettava la prerogativa di revocarne il mandato in ogni momento: per queste due caratteristiche dell'esperienza parigina, "Karl Marx credette di vedere[vi] [...] la prima espressione embrionale [della] dittatura del proletariato".

## Sistemi costituzionali contemporanei
L'esempio della Costituzione francese del 1791 è stato seguito dalle costituzioni successive, sicché il divieto di mandato imperativo è oggi presente in tutte le democrazie rappresentative, con poche eccezioni riguardanti, ad esempio, la sola camera alta di certe federazioni (come il Bundesrat tedesco). Ciò non impedisce, peraltro, che la prevalenza dei partiti nel sistema politico consegua di fatto un «mandato imperativo di governo», in base al quale «il Parlamento si trova di fronte all’agenda dettata dal governo, il cui rispetto è “necessitato” mediante l’opera dei vertici dei partiti».
Il principio non è accolto, invece, dalle costituzioni degli stati socialisti, nei quali i membri delle assemblee ai vari livelli territoriali, fino al parlamento a livello nazionale, sono soggetti a mandato imperativo e possono essere revocati dagli elettori (anche se, nella pratica, ciò non avviene, essendo ogni iniziativa politica controllata dal partito comunista).
In Portogallo, a Panama, in Bangladesh e in India è prevista una decadenza automatica per il parlamentare che cambia gruppo politico e non un vero e proprio mandato imperativo.

### Diritto costituzionale ucraino
Il vincolo di mandato è stato vigente nella Costituzione dell'Ucraina, per circa sei anni, dopo la riforma costituzionale dell'8 dicembre 2004. La misura fu aspramente criticata dall'Assemblea parlamentare del Consiglio d'Europa che la giudicò inaccettabile per uno stato democratico e non in linea con le raccomandazioni elaborate dalla Commissione di Venezia del 2004", chiedendone una pronta abrogazione. Quest'ultima, peraltro, ebbe luogo solo il 5 ottobre 2010, non su iniziativa parlamentare ma a seguito di pronuncia della Corte costituzionale dell'Ucraina. Il mandato imperativo, nei sei anni della sua vigenza, tornò utile al Presidente Viktor Juščenko che se ne avvalse come strumento politico nel frangente la Crisi politica ucraina del 2007, quando, per porre termine al braccio di ferro con il Parlamento ucraino, ne decise lo scioglimento motivando il gesto con il passaggio di alcuni deputati al partito Alleanza di Unità Nazionale.

### Diritto costituzionale italiano

La prima seduta dell'Assemblea Costituente (Italia)

Il divieto di mandato imperativo era sancito anche dallo Statuto Albertino, che all'art. 41 recitava "I Deputati rappresentano la Nazione in generale, e non le sole provincie  in cui furono eletti. Nessun mandato imperativo può loro darsi dagli Elettori", ed è stato confermato dall'art. 67 della Costituzione italiana: "Ogni membro del Parlamento rappresenta la Nazione ed esercita le sue funzioni senza vincolo di mandato".
(Luigi Einaudi, Atti della Consulta nazionale - Assemblea plenaria – Discussioni, 11 febbraio 1946)
Secondo alcuni studiosi, come Pietro Virga, l'appartenenza al partito, attraverso l'espressione dei gruppi parlamentari, con il rispetto della relativa disciplina, si tradurrebbe, di fatto, in una violazione del principio di libertà di mandato. Secondo una diversa dottrina (Manlio Mazziotti, Paolo Biscaretti, Costantino Mortati), la disciplina dei gruppi non è in grado di scalfire il divieto, dal momento che il parlamentare può sempre esprimersi e votare in maniera difforme alle direttive del gruppo.
La libertà dal mandato si riflette anche nel riconoscimento operato dai regolamenti parlamentari di Camera (art. 83, 1° comma del regolamento) e Senato (art. 84, 1° comma del regolamento), mediante apposite disposizioni regolamentari che consentono l'autonoma iscrizione a parlare per quei parlamentari che vogliano esprimere posizioni dissenzienti rispetto al gruppo di appartenenza. Le stesse indispensabili esigenze di buon andamento e di regolare svolgimento dei lavori parlamentari (solo per questo scopo sono opportunamente previste nei Regolamenti i poteri disciplinari e quelli di polizia interna) non sono prevalenti: "stanti i principi costituzionali a tutela della rappresentanza popolare, la dottrina esclude la possibilità (che resta contemplata in certi regolamenti stranieri, seppure solo in via teorica) che per via disciplinare si possa addirittura porre termine al mandato parlamentare. In Italia, comunque, il diritto positivo non contempla neppure in astratto questa possibilità, tant'è vero che nemmeno le sanzioni più gravi incidono sullo status del deputato o del senatore: il parlamentare, anche durante il periodo di interdizione dai lavori di vari giorni di durata, può svolgere la funzione che gli è propria quando non implica la presenza a lavori".
Di fatto, però, la disciplina dei gruppi parlamentari rimane un deterrente a tale libertà di espressione, visto che il comportamento "ribelle" di un eletto può essere oggetto di sanzioni disciplinari che arrivano fino all'espulsione dal partito o alla non ricandidatura alle successive elezioni.
Mandato imperativo negli enti locali italiani
Il mandato imperativo è anche in contrasto con l'art. 97 della Costituzione, che stabilisce il principio di buon andamento e il principio di imparzialità della pubblica amministrazione. 
 Per questo motivo, pur non essendo menzionati espressamente dall'articolo 67 della Costituzione, si ritiene che il divieto si applichi anche ai componenti di assemblee elettive diversi da quella parlamentare.
Se i politici sono cooptati da un vincolo di mandato, viene meno anche la libertà dei quadri direttivi dell'amministrazione, che dai politici eletti sono nominati (o possono essere licenziati), e che ad essi riportano gerarchicamente. 
In questo modo, si comprimono gli strumenti di controllo e di opposizione democratica concretamente esercitabili dalle altre forze politiche elette, quando le decisioni sono assunte in un contesto esterno alle sedi legalmente preposte: ciò potrebbe apparire in violazione della Legge Anselmi sulle società segrete (art.1), per il quale rileva non solo la segretezza dei membri, ma anche l'esistenza interna di una struttura decisionale ed operativa parallela e segreta comunque in grado di organizzarsi e condizionare quella nota all'elettorato.
Infine, dal punto di vista giuridico, diviene molto più difficilmente configurabile un abuso di potere e la nullità di un atto, ovvero perseguibile la responsabilità del pubblico funzionario (civile, penale degli enti, amministrativa), quando chi firma e pone in essere gli atti amministrativi può appellarsi al dovere di obbedienza alle decisioni di terzi, che deriverebbe da un legittimo vincolo di mandato (o da un contratto di dettaglio), con relative penali e perdita della maggioranza di governo. 
In passato, il TAR ha dichiarato più volte la non vincolatività di clausole di questo tipo negli statuti dei partiti politici, emancipando dall'appartenenza politica la vicenda istituzionale dello svolgimento del mandato elettivo: ciò non solo nelle regioni a statuto speciale, ma anche nelle assemblee elettive delle regioni a statuto ordinario.